# Nuisement-sur-Coole
Nuisement-sur-Coole är en kommun i departementet Marne i regionen Grand Est (tidigare regionen Champagne-Ardenne) i nordöstra Frankrike. Kommunen ligger i kantonen Écury-sur-Coole som tillhör arrondissementet Châlons-en-Champagne. År 2022 hade Nuisement-sur-Coole 385 invånare.

## Befolkningsutveckling
Antalet invånare i kommunen Nuisement-sur-Coole
| Referens: INSEE |